# Фенерка
Фенерка (Фенерски камък) е планински връх в Северозападна Рила, недалеч от Дупница, с височина 1650 m.
Няма постоянни реки, има потоци, пресъхващи лятно време. Някои от склоновете около горните части на върха са много стръмни и образуват пропасти.

## Флора
В долните части на върха има борови гори. Над тях са широколистни видове, като кестен, бук, бреза, елша, леска. Над тях са иглолистните гори. Има много храсталаци, изключително труднопроходимо е.

## Животински свят
По склона към Дупница живеят лисици, язовци, зайци, таралежи, много птици, включително ястреби и соколи. Много по-богат на фауна е другият склон, към Рила. Там живеят също глигани, кафяви мечки и сърни.